# Elfuína
Elfuína da Mércia (900-938), foi uma governante da Mércia por alguns meses em 918, após a morte de sua mãe em 12 de junho de 918. Ela era filha de Etelredo e Etelfleda, Senhora da Mércia, dois governantes da Mércia. A Crônica Anglo-Saxônica afirma que ela foi privada de todo controle na Mércia e foi levada para Wessex três semanas antes do Natal.

## Vida
Os pais de Elfuína se casaram entre 882 e 887. Segundo Guilherme de Malmesbury, Elfuína era filha única. O relato de Guilherme afirma que por causa de seu difícil nascimento em 900, sua mãe teve que se abster de mais relações sexuais.
Seu pai, Etelredo passou parte da vida, em campanhas com o seu sogro, Avô de Elfuína, Alfredo de Wessex e seu cunhado, o tio de Elfuína, Príncipe Eduardo. A partir de 902, que a saúde de Etelredo piorou e Etelfleda se tornou Senhora da Mércia e, com isso, o rei Alfredo enviou seu neto mais velho, Príncipe Etelstano para ser educado na corte de Etelfleda, tia de Etelstano e assim prima de Elfuína.
Após a morte da mãe de Elfuína no verão de 910, Elfuína se tornou a nova governante da Mércia, porém em alguns meses foi retirada do poder e enviada a Wessex onde passou a viver na corte real. Após sua ida para Wessex, documentos oficiais sobre Elfuína se tornaram escassos, porém alguns documentos galeses e do reinado de Edredo de Inglaterra, primo de Elfuína, afirmam que ela se casou com algum rei desconhecido até agora.